# Meister der Irrsdorfer Altarflügel
Der Meister der Irrsdorfer Altarflügel, auch Meister von Irrsdorf genannt (* um 1480; tätig bis um 1530) war ein deutscher Bildschnitzer. Da sein Name unbekannt bleibt, wird er mit einem Notnamen nach einem seiner Werke benannt.

## Leben
Der Meister von Irrsdorf erhielt seinen Notnamen nach vier Reliefs, die sich in der Filialkirche Maria Himmelfahrt in Irrsdorf erhalten haben. Seine eventuelle Identität mit dem Monogrammisten I. P. ist oft diskutiert worden.
Für den Meister von Irrsdorf ist eine Zusammenarbeit mit dem Maler Wolf Huber in Passau nachweisbar. Er übertrug den knittrigen Gewandstil Hubers ins Relief, so dass seine Reliefs und die gemalten Tafeln einen einheitlichen Gesamteindruck vermitteln.
Als druckgrafische Vorlagen für seine Schnitzwerke lassen sich Arbeiten von Wolf Huber, Albrecht Dürer und Andrea Mantegna nachweisen.
Der Meister von Irrsdorf hatte seine Werkstatt in Passau und arbeitete bei einigen Aufträgen mit dem Maler Wolf Huber zusammen oder arbeitete zeitweise unter dessen Leitung.

## Würdigung
Der Meister von Irrsdorf ist etwa gleichaltrig mit Wolf Huber, wenn nicht sogar etwas älter.
Der Meister von Irrsdorf ist noch der Spätgotik verpflichtet. Dabei gestaltet er in seinen Reliefs einen Tiefenraum, verwendet das Standmotiv des Kontraposts und gestaltet den landschaftlichen Hintergrund. Einmal gelungene Motive wiederholt er gern innerhalb der Komposition.

## Werke
Werk des Meisters von Irrsdorf
- Vier Szenen (Verkündigung, Heimsuchung, Geburt Christi, Anbetung der Könige), aus der Pfarrkirche zu Irrsdorf: Reliefs, Lindenholz, je ca. 100 × 63 cm, um 1523 (Salzburg: Museum Salzburg, Inv.-Nr. 191/28–194/28)

Zugeschriebene Werke (Auswahl):
- Heilige Sippe mit Stifterfigur: Relief, Lindenholz, 55 × 45,5 cm (Regensburg: Museen der Stadt Regensburg, Inv.-Nr. K 1968/66)
- Heilige Sippe (sog. Darmstädter Sippe): Relief, Holz, 62 × 75 cm (heutiger Standort unbekannt, früher Sammlung Kremayr, Wien)
- Heilige Sippe (Feldkircher Sippe) und andere Plastiken (Feldkirch: Domkirche St. Nikolaus)
- Sündenfall und Arbeit der Stammeltern: Reliefs, Lindenholz, je ca. 69,5 × 35 cm (Frankfurt: Städtische Galerie – Liebieghaus, Inv.-Nr. 587, 430)
- Beweinung: Relief, Lindenholz, 82 × 122 cm (Salzburg: Dommuseum)
- Taufe Christi (Fragment): Hochrelief, Holz, 37,5 × 73 cm (Landshut: Museen der Stadt Landshut, Inv.-Nr. HV 62b)

Werkstattkreis:
- Herabkunft des Heiligen Geistes: Hochrelief, Lindenholz, 71 × 66 cm (Wien: Belvedere, Inv.-Nr. 1089)
- Begegnung an der Goldenen Pforte: Hochrelief, Holz, 62 × 64 cm (Salzburg: Dommuseum)
- Geburt Christi: Relief, Zirbenholz, 74 × 53 cm (Wien: Belvedere, Inv.-Nr. 4988)